# Stenucha dolens
Stenucha dolens är en fjärilsart som beskrevs av Druce 1897. Stenucha dolens ingår i släktet Stenucha och familjen björnspinnare. Inga underarter finns listade i Catalogue of Life.